# Oleg Mitiajew
Oleg Jurjewicz Mitiajew, ros. Олег Юрьевич Митяев (ur. 1974, zm. 15 marca 2022) – rosyjski generał major zabity podczas rosyjskiej inwazji na Ukrainę w 2022 roku w zasadzce zorganizowanej przez pułk „Azow”.
W 2015 roku dowodził rosyjskimi oddziałami podczas inwazji w Donbasie, potem, w 2016 r., został generałem majorem. Dowodził między innymi 201 Bazą Wojskową w Tadżykistanie. Następnie pełnił funkcję zastępcy dowódcy zgrupowania wojsk Rosyjskich Sił Zbrojnych w Syrii. W trakcie rosyjskiej inwazji na Ukrainę w 2022 dowodził 150 Dywizją Zmechanizowaną. Zginął w walkach pod Mariupolem.